# یابوکوویک
یابوکوویک (به صربی: Jabukovik) یک منطقهٔ مسکونی در صربستان است که در تسرنا تراوا واقع شده‌است. یابوکوویک ۹۷ نفر جمعیت دارد.